# Magnolia guangxiensis
Magnolia guangxiensis är en magnoliaväxtart som först beskrevs av Yuh Wu Law och Ren Zhang Zhou, och fick sitt nu gällande namn av Yong Keng Sima. Magnolia guangxiensis ingår i släktet Magnolia och familjen magnoliaväxter. Inga underarter finns listade i Catalogue of Life.